# Mouchin
 Mouchin  es una población y comuna francesa, en la región de Norte-Paso de Calais, departamento de Norte, en el distrito de Lille y cantón de Cysoing.

## Demografía
| 1058 | 1034 | 1005 | 1160 | 1334 | 1340 |
| Para los censos de 1962 a 1999 la población legal corresponde a la población sin duplicidades (Fuente: INSEE [Consultar]) |      |      |      |      |      |